# 제60차 태국 내각
제60차 태국 내각은 2011년 태국 총선거에서 제37대 총리로 임명된 잉락 친나왓을 주축으로, 2011년 8월 9일에 구성된 태국의 내각이다.

## 구성
| 제60차 태국 내각위원회 |      |                              |                |                 |                      |      |
| 직위                   | 번호 | 이름                         | 임기 시작      | 임기 종료       | 정당                 | 비고 |
| 총리                   | *    | 잉락 친나왓                  | 2011년 8월 5일 | 2014년 5월 7일  | 프아타이당           |      |
| 부총리                 | 1    | 용윳 위차이딧                | 2011년 8월 9일 | 2012년 9월 30일 | 프아타이당           |      |
| 부총리                 | 2    | 찰름 유밤룽                  | 2011년 8월 9일 | 현직            | 프아타이당           |      |
| 부총리                 | 3    | 꼬윗 와따나                  | 2011년 8월 9일 | 현직            | -                    |      |
| 부총리                 | 4    | 끼띠랏 나라농                | 2011년 8월 9일 | 현직            | -                    |      |
| 부총리                 | 5    | 춤폰 신라빠차                | 2011년 8월 9일 | 현직            | 차르타이빠타나당     |      |
| 총리실                 | 6    | 수라윗 콘솜분                | 2011년 8월 9일 | 현직            | 프아타이당           |      |
| 총리실                 | 7    | 끄릿사나 시할락              | 2011년 8월 9일 | 현직            | 프아타이당           |      |
| 국방부                 | 8    | 유타삭 사시쁘라파            | 2011년 8월 9일 | 현직            | 프아타이당           |      |
| 재무부                 | 9    | 티 라 차이 푸와낫 나라 누 반 | 2011년 8월 9일 | 현직            | -                    |      |
| 재무부                 | 10   | 분 송 떼 리 야 피롬          | 2011년 8월 9일 | 현직            | 프아타이당           |      |
| 재무부                 | 11   | 위 룬 떼 차 파이분           | 2011년 8월 9일 | 현직            | 프아타이당           |      |
| 외무부                 | 12   | 수라 퐁 또 위차까 차이 꾼    | 2011년 8월 9일 | 현직            | 프아타이당           |      |
| 관광체육부             |      | 춤폰 신라빠 아차             | 2011년 8월 9일 | 현직            | 차르타이빠타나당     |      |
| 사회개발부             | 13   | 산티 프롬 팟                 | 2011년 8월 9일 | 현직            | 프아타이당           |      |
| 농업협동조합부         | 14   | 티 라 웡 사뭇                | 2011년 8월 9일 | 현직            | 차르타이빠타나당     |      |
| 농업협동조합부         | 15   | 폰 삭 차른 쁘라 슷           | 2011년 8월 9일 | 현직            | 프아타이당           |      |
| 교통부                 | 16   | 수 깜 폰 수완 탓             | 2011년 8월 9일 | 현직            | -                    |      |
| 교통부                 | 17   | 찻 꾼 딜록                   | 2011년 8월 9일 | 현직            | 프아타이당           |      |
| 교통부                 | 18   | 끼티 삭 하타 송크로          | 2011년 8월 9일 | 현직            | 프아타이당           |      |
| 자연자원부             | 19   | 프리차 렝 솜분 석            | 2011년 8월 9일 | 현직            | 프아타이당           |      |
| 정보통신기술부         | 20   | 아누 딧 낙혼 탑              | 2011년 8월 9일 | 현직            | 프아타이당           |      |
| 동력자원부             | 21   | 피차이 나립 타 판            | 2011년 8월 9일 | 현직            | 프아타이당           |      |
| 상무부                 |      | 끼티 랏 나 라농              | 2011년 8월 9일 | 현직            | -                    |      |
| 상무부                 | 22   | 품 사라 폰                   | 2011년 8월 9일 | 현직            | 프아타이당           |      |
| 상무부                 | 23   | 시리 왓 카촌 쁘라삿          | 2011년 8월 9일 | 현직            | 차르타이빠타나당     |      |
| 내무부                 |      | 용 윳 위차이 띳              | 2011년 8월 9일 | 현직            | 프아타이당           |      |
| 내무부                 | 24   | 추 찻 한 사왓                | 2011년 8월 9일 | 현직            | 프아타이당           |      |
| 내무부                 | 25   | 타 닛 티안 통                | 2011년 8월 9일 | 현직            | 프아타이당           |      |
| 법무부                 | 26   | 프라차 프롬 녹               | 2011년 8월 9일 | 현직            | 프아타이당           |      |
| 노동부                 | 27   | 파듬 차이 사솜 삽            | 2011년 8월 9일 | 현직            | 프아타이당           |      |
| 문화부                 | 28   | 수 쿠 몬 쿤 플름             | 2011년 8월 9일 | 현직            | 팔랑촌당             |      |
| 과학기술부             | 29   | 쁠롯 쁘라솝 수라차와디       | 2011년 8월 9일 | 현직            | 프아타이당           |      |
| 교육부                 | 30   | 원 왓 으아 아핀 야꾼         | 2011년 8월 9일 | 현직            | 프아타이당           |      |
| 교육부                 | 31   | 분 루엔 시 타렛              | 2011년 8월 9일 | 현직            | 프아타이당           |      |
| 교육부                 | 32   | 수라 퐁 응 암폰 윌라이       | 2011년 8월 9일 | 현직            | 프아타이당           |      |
| 보건부                 | 33   | 위타야 부라나 시리           | 2011년 8월 9일 | 현직            | 프아타이당           |      |
| 보건부                 | 34   | 토 퐁 차이 산                | 2011년 8월 9일 | 현직            | 프아타이당           |      |
| 산업부                 | 35   | 완 랏 찬 누 쿤               | 2011년 8월 9일 | 현직            | 찬뜨파따나쁘아빤딘당 |      |